# Энцтальско-швабский диалект
Энцтальско-швабский диалект (нем. Enztalschwäbisch, также: Enztalfränkisch) — диалект немецкого языка, распространённый в верхнем Энцтале южнее Пфорцхайма (северо-запад Баден-Вюртемберга). Принадлежит к швабским диалектам южнонемецкого диалектного пространства.
Развивался как переходный диалект от современных верхнефранкских диалектов и швабского диалекта. Франкское влияние на диалект также объясняется тем, что на территории распространения этого диалекта ранее существовало герцогство Франкония. Это объясняет то, что энтальско-швабский ближе к южнофранкскому диалекту Хайльбронна, чем к штутгартскому швабскому.
В энцтальско-швабском говорят nôe вместо noe (около Штутгарта) или noâ (около Нагольда, район Калв), hôem вместо hoem или hoâm.